# ミハイ・ネシュ
ミハイ・ミルチェア・ネシュ（Mihai Mircea Neșu, 1983年2月19日 - ）は、ルーマニア・オラデア出身の元サッカー選手、元ルーマニア代表。現役時代のポジションはディフェンダー。練習中に負傷した時の麻痺が残り、リハビリに専念する為に2012年に現役引退をした。

## 経歴

### クラブ

#### ステアウア・ブカレスト
元サッカー選手で審判員ミルチェア (Mircea)の息子に生まれたネシュは、2001年からFCステアウア・ブカレストでプロ生活をスタートさせ、2008年まで在籍する。2002年4月21日のFCペトロルル・プロイェシュティ戦 (1-1)で初出場を飾り、以来、数々のタイトルを獲得する中で多くの競合相手の存在から絶対的なレギュラーとまではなかなかいかず、ステアウアでの最後のフルシーズンとなった2007-08シーズンもイフェアニ・エメガラ、ペトレ・マリンと定位置争いを繰り広げていた。
一方の欧州カップ戦には、初出場となったUEFAカップ2003-04から30試合以上に出場しており、特に2005-06シーズンは、まず、UEFAチャンピオンズリーグ 2005-06予選全4試合に出場すると、UEFAカップ2005-06で12試合に出場し、RCランス、SCヘーレンフェーン、レアル・ベティス、そしてFCラピド・ブカレストなどを次々破り躍進するチームを支え、ミドルズブラFCとの準決勝進出に貢献した。UEFAチャンピオンズリーグ 2006-07では、スタンダール・リエージュを下して10年ぶりとなる予選突破に貢献し、レアル・マドリード、オリンピック・リヨン、FCディナモ・キーウと同組となった。

#### ユトレヒト
2008-09シーズンをステアウアで迎え、リーグ戦やUEFAチャンピオンズリーグ 2008-09予選に出場していたが、2008年8月22日にエリック・ピーテルスの後釜として同郷のルチアン・スンマルテアンが在籍するエールディヴィジ (オランダ1部)のFCユトレヒトと推定移籍金150万ユーロの4年契約で合意する。ユトレヒトではすぐさま定位置を確保し、最初シーズンを29試合で終えると、以後のシーズンもレギュラーで在り続け、また、クラブの最優秀選手に贈られるダヴィド・ディ・トマソ賞には、2008-09シーズン3位、2009-10シーズン2位、2010-11シーズン3位と常に3位以内に選出されるなど、チームに好影響を与えていた。しかし、2011年5月10日に練習中の競り合いでアルイェ・スフートが自身の体に落ち、その際に椎骨を骨折。チームドクターは、復帰時期は現段階で不明とした。
2011年11月、四肢に麻痺が残り車椅子での生活を余儀なくされ、復帰の目処が立っていないネシュに対し、ユトレヒトから契約延長を提示される。2012年6月30日の契約満了に伴い退団し、7月2日に自身のTwitterにて、29歳で現役引退を発表した。

#### 引退後
現役引退後は、自身と同じ境遇の子供達を支援する為の財団を設立。2014年9月、FCステアウア・ブカレスト時代の同僚であり友人のゲオルゲ・オガラル監督率いるFCウニヴェルシタテア・クルジュのビデオアナリストに就任した。

### 代表
ルーマニア代表としては、2005年11月にヴィクトル・ピツルカ監督によってコートジボワール戦へ向けて初招集され、同試合でラズヴァン・ラツとの交代によって後半から初出場を飾った。最終的に8試合に出場した。

### 私生活
父ミルチェア (Mircea)は元サッカー選手で審判員だった。また、サッカー選手で年代別のギリシャ代表経験を持つニコス・バルブディスは甥。

## 個人成績

### クラブでの出場記録
出典:
| クラブ                 | シーズン         | 国内リーグ       | 国内リーグ | 国内リーグ | 国内カップ | 国内カップ | 欧州カップ | 欧州カップ | 合計 | 合計 |
| クラブ                 | シーズン         | 所属リーグ       | 出場       | 得点       | 出場       | 得点       | 出場       | 得点       | 出場 | 得点 |
| ---------------------- | ---------------- | ---------------- | ---------- | ---------- | ---------- | ---------- | ---------- | ---------- | ---- | ---- |
| ステアウア・ブカレスト | 2001-02          | リーガ1          | 6          | 0          | 0          | 0          | 0          | 0          | 6    | 0    |
| ステアウア・ブカレスト | 2002-03          | リーガ1          | 7          | 0          | 0          | 0          | 0          | 0          | 7    | 0    |
| ステアウア・ブカレスト | 2003-04          | リーガ1          | 13         | 0          | 0          | 0          | 3          | 0          | 16   | 0    |
| ステアウア・ブカレスト | 2004-05          | リーガ1          | 7          | 1          | 0          | 0          | 1          | 0          | 8    | 1    |
| ステアウア・ブカレスト | 2005-06          | リーガ1          | 19         | 0          | 0          | 0          | 16         | 0          | 35   | 0    |
| ステアウア・ブカレスト | 2006-07          | リーガ1          | 10         | 0          | 1          | 0          | 6          | 0          | 17   | 0    |
| ステアウア・ブカレスト | 2007-08          | リーガ1          | 21         | 0          | 0          | 0          | 5          | 0          | 26   | 0    |
| ステアウア・ブカレスト | 2008-09          | リーガ1          | 3          | 0          | 0          | 0          | 2          | 0          | 5    | 0    |
| ステアウア・ブカレスト | 合計             | 合計             | 86         | 1          | 1          | 0          | 33         | 0          | 120  | 1    |
| ユトレヒト             | 2008-09          | エールディヴィジ | 29         | 1          | 3          | 0          | -          | -          | 32   | 1    |
| ユトレヒト             | 2009-10          | エールディヴィジ | 24         | 0          | 3          | 0          | -          | -          | 27   | 0    |
| ユトレヒト             | 2010-11          | エールディヴィジ | 28         | 1          | 5          | 0          | 12         | 0          | 45   | 1    |
| ユトレヒト             | 2011-12          | エールディヴィジ | 0          | 0          | 0          | 0          | -          | -          | 0    | 0    |
| ユトレヒト             | 合計             | 合計             | 81         | 2          | 11         | 0          | 12         | 0          | 104  | 2    |
| キャリア通算成績       | キャリア通算成績 | キャリア通算成績 | 167        | 3          | 12         | 0          | 45         | 0          | 224  | 3    |

### 代表での成績
出典:
| ルーマニア代表 | ルーマニア代表 | ルーマニア代表 |
| 年             | 出場           | 得点           |
| -------------- | -------------- | -------------- |
| 2005           | 2              | 0              |
| 2006           | 1              | 0              |
| 2008           | 2              | 0              |
| 2009           | 2              | 0              |
| 2010           | 1              | 0              |
| Total          | 8              | 0              |

## 獲得タイトル
FCステアウア・ブカレスト
- リーガ1 : 2000-01, 2004-05, 2005-06
- スーペルクパ・ロムニエイ : 2000-01, 2005-06